# 郝执斋
郝执斋（1914年—1965年），又名郝庆礼，男，直隶（今河北）安新圈头村人，中国电力工程师，曾任中华人民共和国水利电力部副部长。

## 生平
曾就读于天津觉民中学，北洋工学院土木工程系，积极参加了一二九学生运动。
1937年卢沟桥事变后肄业，投笔从戎参加八路军冀中部队。1943年加入中国共产党。任冀中行署水利局副局长、局长，冀中行署工务局局长。主持了2000多公里冀中水系、水文和地形测量勘察工作,完成了滹沱河深泽地段堤防修建、文安洼泄洪、赵王河疏浚和白洋淀堤防加固等水利工程。修建蠡县宋岗潴龙河大桥是保证定河公路（定县至河间）畅通的关键工程。1947年5月，冀中行署工务局接受潴龙河大桥架设任务后，局长郝执斋抽派人员组成专门班子，前往工地进行实地勘测。缺少做纵梁的大型木料，最后决定利用铁路旧道轨代替。高阳、蠡县、博野等县抽调的桩工、铁工、木工等到工地，6月初工程开工。在砂质地基上打下百余根木桩。经3个月的紧张施工，潴龙河大桥于9月建成通车。该桥共38孔，跨径5米，全长193米，桥面净宽7米，两侧还修建了l米高的桥栏。后任华北人民政府水利委员会委员兼秘书长。
建国后，1951年任水利部办公厅副主任兼水利部水利学校校长，参与官厅水库建设的勘察论证。1953年3月，水利部对官厅水库工程局领导干部进行调整，派郝执斋担任官厅水库工程局局长，中共河北省委派省委委员李子光协助其开展工作。1953年4月完成85米高的混凝土隔水墙的浇灌工程。1953年6月29日拦河坝修筑到35米高，如期完成官厅水库伏汛前拦洪工程计划。1954年4月12日郝执斋与水利部及河北省委领导陪同毛泽东视察官厅水库建设工地，毛泽东与郝执斋亲切交谈，鼓励多兴修水坝。
1957年与张含英等水利专家筹建中国水利学会任秘书长。1958年任水利部部长助理，1958年10月13日，根据国务院指示，协调有关单位与部门解决涉及河北、山东、河南的漳卫南运河水系历史纠纷，冀、豫两省代表在河南省水利厅召开“岳城水库分水问题协商会议”，会上达成协议，每年由岳城水库向民有、漳南两灌区供水的水量比例分别为54%和46%。至1996年，实际引水比例大致为60%和40%。 1960参与辽河、淮河水患考察和治理方案起草工作。1961年任水利电力部副部长。1963年海河流域特大洪水后，多方协调，组织白洋淀渔民赴官厅水库捕捞，帮助度过生活难关。